# Воробейцево
Воробе́йцево (рос. Воробейцево) — присілок у складі Міжріченського району Вологодської області, Росія. Входить до складу Сухонського сільського поселення.

## Населення
Населення — 4 особи (2010; 7 у 2002).
Національний склад (станом на 2002 рік):
- росіяни — 100 %